# Thomas Spalding

Thomas Spalding

Thomas Spalding (* 26. März 1774 in Frederica, Glynn County, Province of Georgia; † 5. Januar 1851 bei Darien, Georgia) war ein US-amerikanischer Politiker. Zwischen 1805 und 1806 vertrat er den Bundesstaat Georgia im US-Repräsentantenhaus.

## Werdegang
Thomas Spalding besuchte die öffentlichen Schulen seiner Heimat und eine Privatschule in Massachusetts. Anschließend studierte er Jura, ohne jedoch als Jurist zu arbeiten. Stattdessen war er in der Landwirtschaft tätig. Gleichzeitig begann er als Mitglied der von Thomas Jefferson gegründeten Demokratisch-Republikanischen Partei eine politische Laufbahn. Im Jahr 1794 saß er als Abgeordneter im Repräsentantenhaus von Georgia, 1798 war er Mitglied einer Versammlung zur Überarbeitung der Staatsverfassung. Ab 1803 war Spalding im McIntosh County ansässig. Damals wurde er auch Mitglied des Staatssenats.
Bei den Kongresswahlen des Jahres 1804 wurde eigentlich Cowles Mead für das vierte Abgeordnetenmandat von Georgia in das US-Repräsentantenhaus in Washington, D.C. gewählt, wo dieser am 4. März 1805 sein neues Mandat antrat. Thomas Spalding legte aber gegen den Ausgang dieser Wahl Widerspruch ein, dem im Dezember desselben Jahres vom Kongress entsprochen wurde. Am 24. Dezember 1805 übernahm er das Mandat im Repräsentantenhaus. Er trat aber bereits im Jahr 1806 wieder zurück. Die letzten beiden Monate der laufenden Legislaturperiode wurden dann von dem bei einer Nachwahl siegreichen William Wyatt Bibb beendet.
Nach seiner Zeit im US-Repräsentantenhaus fungierte Spalding als Kurator der McIntosh County Academy. Er war auch einer der Gründer der Bank of Darien und deren Filiale in Milledgeville. Spalding war lange Zeit Präsident dieser Bank. Außerdem befasste er sich mit dem Baumwollanbau. Im Jahr 1826 war er Mitglied einer Kommission, die die Grenze zwischen dem Staat Georgia und dem Florida-Territorium festlegte. Spalding war auch Regierungsbeauftragter für die im Britisch-Amerikanischen Krieg von 1812 im Süden entstandenen Schäden. Im Jahr 1850 war er Präsident einer Versammlung in Milledgedville, auf der beschlossen wurde, sich jedem Versuch des Kongresses zu widersetzen, der die Abschaffung der Sklaverei vorsah. Thomas Spalding starb am 5. Januar 1851 auf dem Heimweg von dieser Versammlung bei seinem nahe Darien lebenden Sohn.